# Luisa Garmendia

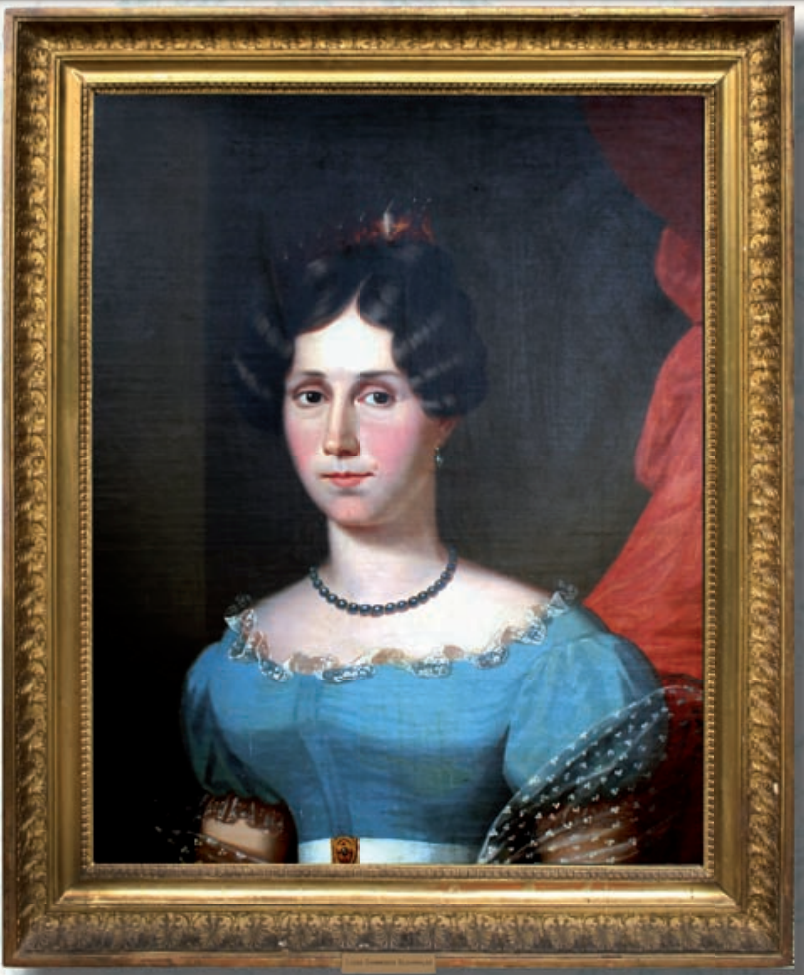
Retrato de Luisa Garmendia de Pinto.

Luisa Garmendia  Alurralde (Tucumán, Virreinato del Río de la Plata, 1797 - Santiago, 26 de mayo de 1857) fue una ama de casa argentina y chilena, esposa del presidente Francisco Antonio Pinto y en esa calidad sirvió como primera dama durante su administración.

## Primeros años de vida
Fue hija de José Ignacio Garmendia Aguirre, descendiente del Conquistador Francisco de Aguirre,  y de Elena María de Alurralde y Villagrán, descendiente del último emperador inca, Huayna Cápac.

## Importancia pública
Junto a su madre y hermano José Ignacio Garmendia y Alurralde, participó en la independencia de Argentina.

## Hijos
Contrajo matrimonio el 13 de diciembre de 1817, con el futuro presidente de Chile Francisco Antonio Pinto, siendo padrino de la boda el vocal de la Primera Junta de Gobierno de Argentina, Manuel Belgrano.
Cabe mencionar los siguientes hijos:
- Enriqueta Pinto Garmendia, primera dama de Chile, esposa de Manuel Bulnes Prieto, presidente de la república entre 1841 y 1851.
- Aníbal Pinto Garmendia, presidente de la república entre 1876 y 1881, casado con Delfina de la Cruz Zañartu.
- Luisa Pinto Garmendia, casada con el diputado Ricardo Ariztía Urmeneta, tatarabuelos, por línea materna, de otro presidente de Chile, Sebastián Piñera Echenique.
- Delfina Pinto Garmendia, casada con el diputado y senador Don Ramón Francisco Rozas Mendibururu, hijo del Procér de Independencia de Chile, Don Juan Martínez de Rozas

Además de esposa del presidente Francisco Antonio Pinto, fue madre del presidente Aníbal Pinto y suegra del  presidente Manuel Bulnes y antepasada directa, por línea materna, del presidente Sebastián Piñera Echeñique.

## Muerte
Luisa Garmendia Alurralde falleció el 26 de mayo de 1857. Su tumba se encuentra en el Cementerio General de Santiago.